# Us (The Walking Dead)
Us là tập thứ 15 trong Phần 4 của series phim truyền hình The Walking Dead. Tập phim được phát sóng trên kênh AMC của Mỹ vào ngày 23 tháng 3 năm 2014. Khi phát sóng tại Mỹ, tập phim đã được 13,47 triệu người xem trong đó có 6,7 triệu người từ 18-49 tuổi.

## Nội dung tập
Abraham, Glenn, Tara, Rosita và Eugene đang tiếp tục đi theo hướng đường ray. Eugene đang nói chuyện về trò chơi điện tử, Tara liền nhặt từ dưới đất lên và đưa cho anh một mảnh kim loại có khả năng thay thế pin. Trên đường đi, Glenn nhìn thấy thông điệp của Maggie trước đó nhắn anh rằng hãy đến Terminus. Nhận ra rằng vợ mình vẫn còn sống, Glenn vội vàng chạy tiếp theo hướng đường ray.
Rick, Carl và Michonne đang đi trên một đoạn đường ray khác. Carl và Michonne đang thử đi phía bên mép đường ray và thi xem ai giữ thăng bằng được lâu nhất. Michonne định dọa Carl để cậu mất thăng bằng, nhưng chính cô lại vô tình bước khỏi mép đường ray và thua Carl trong trò chơi. Carl liền chọn một trong 2 thanh kẹo trong số thực phẩm còn lại của họ và chia sẻ nó cùng Michonne.
Trong khi đó, Daryl và Len - một trong những kẻ mà anh đã nhập nhóm trước đó đang đi săn, họ tình cờ cùng lúc bắn vào một con thỏ. Len sau đó liền "chiếm phần" con thỏ và cãi nhau với Daryl cho đến khi thủ lĩnh của nhóm hắn - Joe cắt ngang. Joe liền giải thích với Daryl rằng nhóm của hắn có một quy định: mỗi khi ai muốn thứ gì, họ sẽ "chiếm phần" (claim) thứ đó. Sau đó, Joe chia nửa con thỏ ra rồi đưa cho Daryl và Len mỗi người một phần. Khi đang đi trên đường ray, Joe động viên Daryl hãy đi theo nhóm chúng và cũng báo trước rằng bất kể ai trong nhóm trộm cắp hay dối trá sẽ bị đánh đập tàn bạo. Sau khi cả nhóm nghỉ qua đêm ở một nhà để xe bên đường ray (nơi tất cả mọi người ngoại trừ Daryl "chiếm phần" những chiếc xe để ngủ trên đó, khiến anh phải ngủ dưới đất), Daryl bị đánh thức bởi Len - kẻ buộc tội anh đã đánh cắp một nửa con thỏ của hắn, và quả thực trong túi của Daryl có nửa con thỏ đó. Trong khi Daryl thanh minh rằng mình đã bị mắc bẫy, Joe tiết lộ rằng hắn đã chứng kiến Len bỏ con thỏ vào túi của Daryl. Joe cùng những tên còn lại trong nhóm đánh Len như một sự trừng phạt vì đã dối trá. Khi rời khỏi khu nhà đó, Daryl nhìn thấy xác của Len đã bị đánh đập dã man cùng một mũi tên cắm xuyên đầu. Trên đường đi, Joe nói với Daryl rằng nhóm chúng đang lần theo dấu của một kẻ (Rick) đã giết một người trong nhóm hắn, và có lẽ kẻ đó đang đi đến Terminus. Nhóm chúng đi qua vỏ của thanh kẹo mà lúc này Carl và Michonne đã ăn, điều này đồng nghĩa với việc chúng đã đi theo đúng hướng nhóm của 3 người kia và sắp bắt kịp. Daryl nhìn thấy một bụi dâu tây mọc trên đất và "chiếm phần" nó.
Nhóm của Glenn đi qua một tòa nhà và định dừng chân nghỉ ở đó. Nhưng từ phía tầng trên một con walker rơi từ trên cao xuống và suýt trúng người Eugene nếu như anh không được Abraham cứu kịp thời. Đồng thời lúc đó, Abraham không may va vào người Tara, khiến cô ngã xuống đất và bị chấn thương chân. Abraham muốn dừng lại nghỉ chân, nhưng Glenn muốn tiếp tục đi để bắt kịp Maggie, Bob và Sasha. Cuối cùng, Glenn thỏa thuận với Abraham rằng sẽ cho Eugene mặc bộ đồ chống bạo động của mình, đổi lại họ phải giúp Glenn và Tara đến Terminus. Abraham chấp thuận và nhóm họ tiếp tục đi theo đường ray.
Khi đến gần một đường hầm, nhóm họ tiếp tục nhìn thấy một thông điệp khác của Maggie, Abraham nghĩ rằng sẽ quá mạo hiểm để vào đó và quyết định để Glenn và Tara lại cùng hai lọ thực ăn và một chiếc đèn pin. Anh hứa với họ rằng nhóm của anh sẽ quay lại nếu họ không thoát được đường hầm. Phía bên trong đường hầm, Glenn và Tara nhìn thấy nhiều xác sống bị mắc kẹt trong đống đổ vỡ - hậu quả của việc sập đường hầm. Vết máu vẫn còn tươi, chứng tỏ rằng sự việc chỉ vừa mới xảy ra. Ngay sau khi vượt qua được đống đổ vỡ, họ bất ngờ bị vây quanh bởi hàng loạt xác sống khác phía đằng sau, bàn chân bị chấn thương của Tara bị mắc kẹt trong những viên đá.
Trên đường đi tìm phương tiện đi lại, Abraham tìm thấy một xe tải nhỏ. Trên kính chắn gió là dòng chữ "Let Momma Be" - ám chỉ cho người phụ nữ đã bị biến đổi thành xác sống ở sau xe. Anh giết bà ta, lôi xác ra rồi vào trong khởi động xe. Trong lúc Abraham chợp mắt nghỉ trong chốc lát, Rosita cầm tay lái. Eugene đã chỉ đường cho cô lái xa đến đầu bên kia của đường hầm, nơi nhóm của họ gặp Maggie, Sasha và Bob. Sau đó họ cùng đến giải cứu Glenn và Tara. Đoàn tụ với chồng, Maggie sau đó được Glenn giới thiệu với Tara, người ngại ngùng nhận lời cảm ơn của Maggie. Sau đó, Maggie kể rằng chính cô đã bắn sập trần đường hầm để cản trở đám xác sống, giúp họ vượt qua được đầu bên kia.
Trong lúc đang nghỉ chân trong đường hầm, Eugene đã thuyết phục được Abraham đi cùng những còn lại đến Terminus. Họ cuối cùng đến được Terminus với khung cảnh xung quanh khá bình yên. Phía bên ngoài Terminus không hề có ai canh gác, nhóm của họ chỉ cần mở cửa và đi vào. Đến cánh cửa thứ 2, họ nhìn thấy một tấm biển ghi "Hãy hạ vũ khí xuống. Bạn sẽ được tiếp đón. Bạn đã đến Terminus". Vào đến phía bên trong sân, họ nhìn thấy một người phụ nữ. Sau khi quay lưng lại và thấy nhóm người vừa mới đến, bà ấy đi đến gần và tự giới thiệu rằng mình tên là Mary. Mary tỏ vẻ khá thân thiện, bà mời họ người xuống và ngỏ ý làm vài đĩa thức ăn cho họ. Cuối cùng, bà chào mừng nhóm họ đến với Terminus.

## Diễn viên

### Diễn viên chính
- Andrew Lincoln vai Rick Grimes
- Norman Reedus vai Daryl Dixon
- Steven Yeun vai Glenn Rhee
- Lauren Cohan vai Maggie Greene
- Chandler Riggs vai Carl Grimes
- Danai Gurira vai Michonne
- Melissa McBride vai Carol Peletier*
- Emily Kinney vai Beth Greene*
- Chad Coleman vai Tyreese Williams*
- Sonequa Martin-Green vai Sasha Williams
- Lawrence Gilliard Jr. vai Bob Stookey

### Diễn viên định kỳ
- Michael Cudlitz vai Abraham Ford
- Josh McDermitt vai Eugene Porter
- Christian Serratos vai Rosita Espinosa
- Jeff Kober vai Joe
- Alanna Masterson vai Tara Chambler
- Denise Crosby vai Mary

*Không xuất hiện trong tập này

### Các diễn viên phụ khác
- Keith Brooks vai Dan
- JD Evermore vai Harley
- Marcus Hester vai Len
- Davi Jay vai Tony
- Eric Mendenhall vai Billy

## Cái chết trong tập
- Len

## Đánh giá
Nhìn chung, "Us" nhận được phản hồi tích cực từ giới phê bình. Erik Kain của tạp chí Forbes nhận xét: "Thay vì chỉ tập trung vào riêng một nhóm lẻ, tập phim tối Chủ Nhật này đã cho khán giả được thấy hầu hết tất cả các nhân vật mà ta đã dõi theo trong mùa phim này. Và mặc dù chỉ được nhìn thấy Rick, Michonne và Carl trong chốc lát, ít nhất thì ta cũng biết được rằng họ vẫn đang trên đường tới điểm đến của họ. Không phải mọi khoảnh khắc trong tập đều tràn ngập nắng và rải đầy hoa, nhưng tập phim này mang bầu không khí tươi vui hơn là cái chết bi thảm của hai cô bé mà ta phải chứng kiến trong tập tuần trước".
Patrick Kevin Day từ nhật báo Los Angeles Times đánh giá: "Sau tập phim đầy đau đớn tuần trước, các nhà sản xuất của The Walking Dead cuối cùng cũng đã làm dịu lại bầu tâm trạng u ám của khán giả với tập "Us" này. Không có yếu tố bất ngờ hay gây shock nào trong tuần này, và cái chết duy nhất trong tập là của một nhân vật mà sẽ chẳng ai thương tiếc. Đây quả là một tập phim dễ thở để giúp khán giả xả hơi & chuẩn bị tinh thần cho tập cuối mùa phim tuần sau".
Roth Cornet của trang IGN cho "Us" điểm 8 trên 10, trong khi trên trang Rotten Tomatoes, có 88% trong số 17 bài phê bình về tập phim mang phản hồi tích cực.

## Bên lề
- Lần xuất hiện đầu tiên của: Mary.
- Tên của tập phim "Us" bắt nguồn từ cuộc nói chuyện giữa Daryl và Joe, khi Daryl cố giữ khoảng cách với nhóm của Joe và nói rằng "There is no us".
- Đây là tập phim thứ 50 của series The Walking Dead.
- Tập phim này đánh dấu sự trở lại của Rick, Carl và Michonne sau khi vắng mặt trong 3 tập phim liên tiếp.
- Đây là tập phim áp chót mùa phim đầu tiên không có cái chết nào của một trong số các nhân vật chính.
- Ca khúc cuối tập phim này là "Be not so fearful" của A.C.Newman.
- Trang phục mà Maggie mặc lúc đến Terminus giống hệt với trang phục của Daryl trong tập 5 phần 3 - "Say The Word".[8]